# چوخ (داغستان)
چوخ (به لاتین: Chokh) یک منطقهٔ مسکونی در روسیه است که در داغستان واقع شده‌است.